# Hospodářský rozvoj
Hospodářský rozvoj je proces, při kterém se jednoduché a nízkopříjmové národní ekonomiky transformují na moderní průmyslové ekonomiky. Ačkoli je tento termín někdy používán jako synonymum pro hospodářský růst, obecně se používá spíše k popisu změny v ekonomice země zahrnující jak kvalitativní, tak i kvantitativní zlepšení. Teorie hospodářského rozvoje – jak se primitivní a chudé ekonomiky mohou vyvíjet do sofistikovaných a poměrně prosperujících – má zásadní význam pro nedostatečně rozvinuté země a v tomto kontextu se obvykle diskutuje o otázkách hospodářského rozvoje. Hospodářský rozvoj se také týká procesu, kterým si populace zlepšuje celkovou zdravotní, životní a akademickou úroveň.

## Historie
Hospodářský rozvoj se stal hlavním problémem po 2. světové válce. Jakmile skončila doba evropského kolonialismu, mnoho bývalých kolonií a dalších zemí s nízkým životním standardem bylo označeno za méně rozvinuté země, protože kontrastovaly s ekonomikou zemí rozvinutých, za které byly chápány státy jako Kanada, Spojené státy, státy západní Evropy, většina východoevropských zemí, tehdejší Sovětský svaz, Japonsko, Jižní Afrika, Austrálie a Nový Zéland. Vzhledem k tomu, že ve většině chudých zemích začala úroveň životního standardu růst v následujících desetiletích, byly přejmenovány na země rozvojové.
Kolonialismus byl údajně zodpovědný za udržování nízké životní úrovně v koloniích. Rozvojové země v Latinské Americe a na jiných místech, které byly v nedávné době koloniemi se shodly na přesvědčení, že hospodářská nadvláda průmyslových zemí zmírnila jejich rozvoj.
V poválečném období v roce 1949 americký prezident Harry Truman během svého inauguračního projevu identifikoval rozvoj nezastavěných oblastí jako prioritu pro západ.
Od roku 1945 docházelo k několika hlavním fázím vývoje. Od 40. let do 60. let hrál stát velkou roli při prosazování industrializace v rozvojových zemích, tedy navazující myšlenky na teorii modernizace. Poté následovalo krátké období v 70. letech, které se týkalo rozvoje základních potřeb zaměřené na vývoj a přerozdělování lidského kapitálu. Neoliberalismus se objevil v osmdesátých letech a prosazoval agendu volného obchodu a odstranění politik industrializace substitučních dovozů.
V ekonomii studie hospodářského rozvoje vyplynula z rozšíření tradiční ekonomiky, která se soustředila výlučně na národní produkt nebo na souhrnný výstup zboží a služeb. Hospodářský rozvoj se týkal rozšíření nároků lidí a jejich odpovídajících schopností, morbidity, výživy, gramotnosti, vzdělání a dalších socioekonomických ukazatelů. Tato studie se dostala z pozadí keynesiánské ekonomiky (obhajování vládní intervence) a neoklasické ekonomiky (zdůrazňujících omezené zásahy) se vzestupem zemí s vysokým růstem (Singapur, Jižní Korea, Hongkong) a plánovaných vlád (Argentina, Uganda), hospodářský rozvoj neboli obecněji ekonomika rozvoje se objevila uprostřed teoretických interpretací toho, jak ekonomiky prosperují. Ekonom Albert O. Hirschman, významný přispěvatel k rozvojové ekonomice, také tvrdil, že se ekonomický rozvoj soustředil na chudé regiony světa především v Africe, Asii a Latinské Americe. Zároveň se zejména ze strany asijských a evropských zastánců rozvoje založeného na infrastruktuře argumentovalo, že pro udržitelný hospodářský růst v rozvíjejících se zemích jsou nezbytné systematické a dlouhodobé vládní investice do dopravy, bydlení, vzdělávání a zdravotní péče.

### Hospodářský růst a rozvoj
Hospodářský růst se zabývá nárůstem produkce, ale hospodářský rozvoj souvisí s nárůstem objemu produktivity a zlepšením sociálního a politického blahobytu lidí v rámci jedné země. Proto hospodářský rozvoj zahrnuje jak hodnoty růstu, tak blahobytu.
Někteří zástupci teoretiků tvrdí, že chudé země se občas setkaly s ekonomickým růstem, ale jen s malým nebo žádným hospodářským rozvojem; například v případech, kdy fungovaly převážně jako poskytovatelé zdrojů bohatým průmyslovým zemím. Existují ale protikladné argumenty, že růst způsobuje rozvoj, protože část přírůstku příjmů se vynakládá na lidský rozvoj, jako je vzdělávání a zdraví.
Kromě růstu soukromých příjmů vytváří hospodářský růst také další zdroje, které lze využít ke zlepšení sociálních služeb (například zdravotní péče, bezpečná pitná voda atd.). Vytvářením dodatečných zdrojů pro sociální služby bude nerovné rozdělení příjmů zmírněno, neboť tyto sociální služby jsou rovnoměrně rozděleny mezi jednotlivé komunity, čímž prospějí každému jednotlivci. Souvislost mezi rozvojem člověka a hospodářským rozvojem lze vysvětlit třemi způsoby. Za prvé, zvýšení průměrného příjmu vede ke zlepšení zdraví a výživy (známé jako rozšíření schopnosti prostřednictvím ekonomického růstu). Za druhé se předpokládá, že sociální výsledky mohou být zlepšeny pouze snížením příjmové chudoby (známé jako rozšíření kapacity prostřednictvím snížení chudoby). A za třetí, mohou být sociální výsledky také vylepšeny základními službami, jako je vzdělávání, zdravotní péče a čistá pitná voda (známé jako rozšíření kapacity prostřednictvím sociálních služeb).
Výzkum Johna Josepha Puthenkalama je zaměřen na proces teorie hospodářského růstu, který vede k hospodářskému rozvoji. Po analýze stávajícího kapitalistického teoretického vývoje růstu zavádí nový model, který integruje proměnné svobody, demokracie a lidských práv do stávajících modelů, a tvrdí, že jakýkoli budoucí vývoj ekonomického růstu kteréhokoli národa závisí na tomto vznikajícím modelu. Rozvíjí znalostní sektor v teoriích růstu se dvěma novými koncepty: "mikro znalostí" a "makro znalostí". Mikro znalost je to, co se člověk učí ze školy nebo z různých již stávajících znalostí. Makro znalost je pak základním filozofickým myšlením národa, které všichni jednotlivci ve skutečnosti dostávají. Správná kombinace obou těchto znalostí by vedla k dalšímu růstu, který by vedl k lepšímu hospodářskému rozvoji v rozvojových zemích.
Jiní se domnívají, že je třeba vytvořit řadu základních stavebních prvků pro růst a rozvoj. Například někteří ekonomové se domnívají, že základním prvním krokem k rozvoji a růstu je řešení problémů s majetkovými právy, jinak se jen malá část ekonomického sektoru bude moci podílet na růstu. To znamená, že bez rovnocenných vlastnických práv neformální sektor zůstane mimo hlavní ekonomiku, vyloučen a bez stejných příležitostí ke studiu. Hospodářský rozvoj zemí může být také zapleten nebo podporován společnostmi nadnárodních korporací.

## Rozvojové země
Rozvojová země (země s nízkým a středním příjmem, méně rozvinutá země, méně ekonomicky rozvinutá země nebo málo rozvinutá země) je zemí s méně rozvinutou průmyslovou základnou a nízkým indexem lidského rozvoje (HDI) na rozdíl od jiných zemí. Zatím neexistuje všeobecně uznávaná definice toho, co to je rozvojová země. Rozvojové země jsou ale obvykle kategorizovány podle kritéria příjmu na obyvatele a za hospodářský rozvoj je obvykle považován nárůst příjmů na obyvatele. Je však třeba zvážit některé statistické a koncepční obtíže při použití konvenčního kritéria nedostatečného rozvoje před analýzou příčin. I když je totiž analýza omezena na rozvojové země v Asii, Africe a Latinské Americe, existují bohaté ropné země, které mají příjmy na obyvatele hodně nad ostatními, ale jsou však jinak nedostatečně rozvinuty ve svých obecných ekonomických charakteristikách. Existuje také řada technických obtíží, které způsobují, že příjmy na obyvatele mnoha méně rozvinutých zemí (vyjadřované v mezinárodní měně) jsou velmi hrubým ukazatelem jejich skutečného příjmu na obyvatele. Mezi tyto potíže patří nedostatečná statistika základních národních důchodů a populace, nevhodnost oficiálních směnných kurzů, při nichž se národní příjmy z hlediska příslušných domácích měn převádějí na společný jmenovatel např. amerického dolaru, a problémy s odhadem hodnoty nezkreslených složek reálných příjmů v rozvinutých zemích.

### Třetí svět
Během posledních několika desetiletí od pádu Sovětského svazu a konce studené války byl termín Třetí svět používán zaměnitelně s rozvojovými zeměmi, avšak tento koncept se v posledních letech stal zastaralým, neboť již nepředstavuje současný politický nebo ekonomický stav světa. V průběhu studené války vznikl tříletý model, který definoval země sjednocené s NATO (první svět), komunistický blok (druhý svět, ačkoli tento termín byl méně využíván), a země, které nespadaly ani pod jeden (třetí svět). Přesně řečeno, "třetí svět" byl spíše politickým než ekonomickým seskupením.

### Globální jih
Pojem "globální jih" začal být používán více široce od roku 2004. Může také zahrnovat chudší "jižní" oblasti bohatých "severních" zemí. Globální jih se odvolává na "propojené historie kolonialismu, neoimperialismu a rozdílných ekonomických a sociálních změn těchto zemí, jejichž prostřednictvím jsou zachovány velké nerovnosti v životní úrovni, očekávaná délka života a přístup ke zdrojům".
Obvyklá definice rozvojové země je ta, kterou přijala Světová banka: "rozvojové země s nízkými příjmy" byly v roce 1985 definovány jako země s příjmem na obyvatele pod 400 USD; "rozvojové země se středními příjmy" byly definovány jako země s příjmem na obyvatele mezi 400 a 4 000 USD. Je jasné, že některé země mohou získat velké množství svých příjmů od podniků s vysokým kapitálem, jako je těžba ropy, zatímco jiné země s podobnými příjmy na obyvatele mohou mít více početné a produktivnější využívání jejich pracovní síly, aby kompenzovaly nedostatek bohatství ve zdrojích.

### Rozvojové ukazatele a indexy
Existují různé typy makroekonomických a sociokulturních ukazatelů nebo "metrik", které používají ekonomové a geografové, aby zhodnotili relativní ekonomický pokrok daného regionu nebo národa. Světové ukazatele světového rozvoje jsou sestavovány každoročně z oficiálně uznaných mezinárodních zdrojů a zahrnují národní, regionální a globální odhady.

#### Hrubý domácí produkt (HDP)
HDP je klíčovým ukazatelem vývoje národního hospodářství, měří výkonnost ekonomiky. Hrubý domácí produkt je finální celková peněžní hodnota statků a služeb vytvořená za dané období na určitém území.

#### Sociální zabezpečení a důchody
Sociální zabezpečení je systém, který se snaží zajistit sociální stabilitu, přiměřenou a minimální úroveň sociálního zabezpečení a sociální suverenitu. Ovlivňujícími činiteli jsou ekonomický faktor, společensko-ekonomický faktor a demografický faktor.

#### Moderní doprava
Evropští vývojoví ekonomové tvrdili, že existence moderních dopravních sítí, jako je vysokorychlostní železniční infrastruktura, představuje významný ukazatel hospodářského pokroku země: tato perspektiva je ilustrována zejména prostřednictvím Indexu základní železniční dopravní infrastruktury (známý pod označením BRTI Index) a souvisejících modelů, jako je index modifikované železniční dopravní infrastruktury (RTI).

## Přebytky zdrojů a skrytá nezaměstnanost
Dvě teorie zdůraznily existenci nadbytečných zdrojů v rozvojových zemích jako ústřední výzvu pro hospodářskou politiku.
První se soustředila na země s poměrně bohatými přírodními zdroji a nízkou hustotou obyvatelstva a argumentovala, že v těchto zemích může stále existovat značné množství přebytku i nadbytečné práce z důvodu nedostatečného marketingu a nedostatku dopravy a komunikace. Hospodářský rozvoj byl představován jako proces, při kterém by tyto nedostatečně využívané zdroje životního prostředí byly čerpány do hotovostní produkce pro vývozní trh. Mezinárodní obchod byl považován za hlavní trh nebo odvzdušnění pro nadbytečné zdroje.
Druhá teorie se týkala silně osídlených zemí a možnosti využití jejich přebytkové práce jako hlavního prostředku podpory hospodářského rozvoje. Podle této teorie byl kvůli silnému tlaku obyvatelstva na půdě snížen okrajový produkt práce (tj. mimořádný výkon odvozený od zaměstnání další jednotky práce) na nulu nebo na velmi nízkou úroveň. Lidé v odvětví živobytí měli však jistou obvyklou minimální úroveň reálných příjmů, protože systém venkovské společnosti s rozšířenou rodinou sdílel celkový výkon rodinného podniku mezi členy. Značný podíl pracovní síly v tradičním zemědělském sektoru se proto považuje za příspěvek, který má k celkové produkci jen málo nebo nic, a skutečně je ve stavu skrytých nezaměstnaností. Touto teorií může být práce přitahována k jiným účelům bez společenských nákladů. Je však velice pochybné, zda je okrajový produkt práce skutečně nulový dokonce i v hustě osídlených zemích, jako je Indie nebo Pákistán. Dokonce i v těchto zemích, s existujícími zemědělskými metodami, je potřebná veškerá dostupná práce v nejvyšších sezónách, jako je např. sklizeň.
Nejdůležitější částí skryté nezaměstnanosti je tedy období nezaměstnanosti mimo sezónu. Rozsah tohoto období nezaměstnanosti však závisí nejen na hustotě obyvatelstva, na půdě, ale také na počtu plodin, které se v průběhu roku pěstují na stejném pozemku. V zemích jako je tech stal zastaralým, neboť již nepředstavuje současný politický nebo ekonomický stav světa. V průběhu studené války vznikl tříletý model, který definoval země sjednocené s Tchaj-wanem nebo Jižní Koreou je málo sezónní nezaměstnanosti, ačkoli mají vyšší hustotu obyvatelstva než Indie, protože zlepšené zavlažovací systémy jim umožňují během celého roku pěstovat řadu plodin na stejné půdě.

## Vzdělávání a lidský kapitál v rozvoji
Fyzická akumulace kapitálu nebyla sama o sobě klíčem k rozvoji, proto se mnoho analytiků obrátilo k nedostatku vzdělání a dovedností mezi obyvatelstvem a považovalo to jako klíčový faktor nedokonalosti. Tato teorie tvrdí, že vzdělání a dovednost jsou definovány jako všechno, co je zapotřebí ke zvýšení produktivity lidí v rozvojových zemích zlepšením jejich dovedností, podnikání, iniciativy, přizpůsobivosti a postojů.
Tento přístup se začal v mnoha rozvojových zemích aplikovat ihned po jejich politické nezávislosti, kdy existovaly zřetelné nedostatky v různých odvětvích administrativních a technických služeb. Většina zemí však prošla touto fází poměrně rychle. V důsledku programů rozšiřování vzdělání, jejich školy a vysoké školy začaly vyrábět velké množství čerstvých absolventů s mnohem rychlejšími sazbami, než by jejich obecná míra ekonomického růstu mohla zaměstnat. To vedlo k rostoucímu problému vzdělané nezaměstnanosti. Důležitým faktorem rychlého vzdělanostního růstu bylo očekávání, že po absolvování budou studenti schopni získat dobře placené pracovní příležitosti na úrovni platů mnohokrát převažujícího příjmu na obyvatele svých zemí. Neschopnost zaostalých zemí vytvářet pracovní místa, aby absorbovaly své rostoucí armády absolventů, tak vytvořila výbušný prvek v tom, co se stalo revolucí očekávání.
Je možné vidět těsné propojení mezi konceptem industrializace jako rozšíření výrobního sektoru a konceptem vzdělávání jako akademické a technické kvalifikace, které může být dodáváno rozšířením formálního vzdělávacího systému. Pokud je zapotřebí širší koncepce vzdělávání, která je důležitá pro ekonomický rozvoj, je třeba ji hledat v celoplošném vzdělávacím vlivu ekonomického prostředí jako celku na proces učení lidí v méně rozvinutých zemích. Jedná se o složitý proces, který závisí mimo jiné na méně snadno analyzovatelných věcech systému ekonomických podnětů a signálů, které mohou formovat ekonomické chování lidí z rozvinutých zemí a ovlivnit jejich schopnost racionálních ekonomických rozhodnutí a jejich ochotu zavést nebo přizpůsobit se ekonomickým změnám. Naneštěstí hospodářské prostředí v mnoha méně rozvinutých zemích ovládá síť vládních kontrol, které obvykle nepřinášejí takové cíle.

## Hospodářský rozvoj České republiky
Česká republika je vyspělá země, řazená mezi nejrozvinutější ekonomiky na světě. Země vykazuje nejstabilnější a nejvíce prosperující ekonomiku ze všech postkomunistických zemí a jejím základem je především průmysl a služby. Zemědělství a další prvovýroba jsou zastoupeny slaběji.
Rozvinutý průmysl na území Českých zemí byl v průběhu první světové války přeorientován na válečnou výrobu. Suroviny byly nedostatkovým zbožím, zásobování vázlo, přetrvával přídělový systém. Vláda využívala emise peněz k financování válečných výdajů. Narůstal vládní dluh, který přispíval ke zvyšování množství peněz v oběhu a k následnému růstu cenové hladiny. Inflační vývoj se přitom nezastavil ani po skončení války a vyžadoval radikální kroky, které v nově vzniklém Československu učinil tehdejší ministr Alois Rašín.
Dopady Rašínovy reformy na reálnou ekonomiku byly poměrně tvrdé. V návaznosti na vývoj v průmyslu se propadnul i vývoz, k čemuž přispělo i cílené zhodnocování koruny, paralelní výrazné oslabování měn hlavních obchodních partnerů (Německo a Rakousko) a silný protekcionismus uplatňovaný ve většině okolních zemí. Souběžně s poklesem vývozu klesal i dovoz, a obchodní bilance tak zůstávala v přebytku. V roce 1921 hrubý domácí produkt rostl 8 %, v roce 1922 poklesl o 3 %. Pokles výkonnosti ekonomiky zvýšil nezaměstnanost, podniky se ocitly v platební neschopnosti a problémy měl i bankovní sektor. Měnová reforma vytvořila podmínky pro stabilizaci československé ekonomiky a její růst v dalším období. Ekonomika v průběhu 20. let (s výjimkou roku 1926) rostla, a to v průměru 8% tempem. Nová československá koruna se stala respektovanou a volně směnitelnou měnou a v roce 1929 se vrátila ke zlatému standardu.
Situace se významně změnila po burzovním krachu v říjnu 1929, když věřitelské státy namísto předchozího poskytování půjček požadovaly naopak splacení dluhů. Rostla nezaměstnanost a ekonomika se stále hlouběji propadala do deflace. V problémech se následně ocital rostoucí počet bank, obzvláště pak po otřesu způsobeném bankrotem vídeňského Creditanstaltu na jaře 1931 a bankovní krizí v Německu kulminující v červenci téhož roku. Určité, ač jen zlepšení přineslo až zavedení regulace úrokových sazeb na jaře 1933 a devalvace koruny v únoru 1934. Od podzimu 1936 se situace ve světové ekonomice začala postupně zlepšovat, což se společně s upevněním regulace úrokových sazeb a další devalvací koruny projevilo i v oživení československé ekonomiky a zlepšení situace na finančních trzích.
V období protektorátu byla česká ekonomika začleněna do německé válečné ekonomiky. Již v březnu 1939 byla zavedena „nucená správa“ klíčových podniků. Byly ustanoveny ústřední svazy průmyslu, obchodu, řemesel a dopravy, které v podstatě určovaly objem produkce, sortiment, rozdělování surovin a prostředků.
Po skončení války došlo k poměrně rychlé obnově průmyslu. Ekonomika byla řízena centrálně stanovenými (obvykle pětiletými) plány, které kladly důraz na plnění hmotných cílů. Základní ekonomické jevy tržní ekonomiky, jako jsou nabídka či poptávka, inflace či hospodářský cyklus apod. nebyly v plánech zohledněny. Významným faktorem utvářejícím zejména strukturu ekonomiky bylo její zapojení do činnosti Rady vzájemné hospodářské pomoci (RVHP), ve které byla jednou z nejsilnějších. Socialistický způsob řízení ekonomiky vedl k nárůstu všeobecné nespokojenosti a přispěl ke svržení socialistického režimu během tzv. Sametové revoluce na podzim 1989.
V roce 1991 byla zahájena ekonomická reforma, která postupně přeměnila centrálně řízenou ekonomiku v ekonomiku tržní. Jednorázová liberalizace většiny cen v lednu 1991 měla za následek prudké zvýšení inflace nad 55 %. Zhruba od poloviny 90. let se ale postupně začínaly objevovat problémy. Prudké oslabení kurzu koruny donutilo v květnu 1997 ČNB opustit režim fixního kurzu a nahradit ho režimem volného pohybu kurzu (tzv. plovoucího kurzu).
Inflace se v důsledku měnového otřesu ve druhém pololetí 1997 přehoupla z květnových cca 6 % mírně nad 10 % a v prvních pěti měsících následujícího roku převyšovala 13 %. Inflační očekávání v té době nebyla měnovou politikou nijak ukotvena, a proto byla náchylná k růstu. Snížit inflaci a obnovit ekonomický růst se podařilo až v roce 1999. Inflace spotřebitelských cen se v následném období pohybovala pod 5% hranicí. Nový režim měnové politiky v podobě cílování inflace vedl k postupnému poklesu inflace a její následné stabilizaci na nízkých hodnotách. Růst HDP se pohyboval mezi hodnotami 0,5 % v prvním čtvrtletí 1999 a 5,6 % ve čtvrtém čtvrtletí 2004, aby v následujících dvou„zlatých“ letech překračoval sedmiprocentní úroveň, popř. se jí blížil.
Postupné zpomalování ekonomického růstu v roce 2007 a zejména 2008 bylo vystřídáno více než 4% propadem ekonomické aktivity v roce 2009 v důsledku světové finanční krize. Nastupující dluhová krize v eurozóně vedla k dalšímu výraznému zpomalení ekonomického růstu v průběhu roku 2011 a k ekonomickému poklesu v následujících dvou letech. Spolu s tím poklesla inflace a hrozil pád do deflační pasti. Tato hrozba byla odvrácena uvolněním měnové politiky, které bylo v situaci technicky nulových úrokových sazeb dosaženo přijetím kurzového závazku spočívajícího v udržování kurzu na úrovni 27 korun za euro a slabší.
V závěru roku 2016 až došlo k návratu k 2% cíli ČNB. Dosažení podmínek pro udržitelné plnění inflačního cíle spolu s příznivým ekonomickým vývojem umožnilo v dubnu 2017 ukončit kurzový závazek ČNB a vrátit se ke standardnímu nástroji měnové politiky – úrokovým sazbám. 